# 大阪国際滝井高等学校
大阪国際滝井高等学校（おおさかこくさい たきい こうとうがっこう）は、大阪府守口市馬場町にあった男女別学（女子校）の私立の高等学校。
守口市藤田町にあった男女共学の大阪国際大和田中学校・高等学校との発展的統合により、2022年（令和4年）に大阪国際中学校・高等学校が守口市松下町に開設され、1929年（昭和4年）4月に高等女学校として開校して以来一貫して女子校だった本校は2024年（令和6年）3月末をもって閉校となった。

## 概要
略称はO.I.T.H。また、「滝井スピリット」として「知を磨き、豊かな心を育む」の標語が掲げられている。クラブ活動のバレーボール部は、幾度も春高バレー（春の高校バレー）で全国優勝している「名門」だった。
1929年（昭和4年）1月に高等女学校（修業5年）の設立が認可され、同年4月に北河内郡三郷村大字馬場（現在の守口市馬場町）にて帝国高等女学校として開校した。太平洋戦争（第二次世界大戦）後の学制改革により、新制の帝国学園中学校が開設され、帝国高等女学校は新制の帝国女子高等学校となった。
団塊の世代の高校進学率が急増した「高等学校生徒急増期」の1962年（昭和37年）に帝国学園中学校・帝国女子高等学校の分校（大和田校）が守口市藤田（現在の藤田町）に設置された。
1974年（昭和49年）に帝国学園中学校は滝井校・大和田校とも休校となった。1978年（昭和53年）に帝国女子高等学校（大和田校）の分離独立が大阪府から認可され、帝国女子大学大和田高等学校となった。1985年（昭和60年）に中学校の設立が大阪府から認可されたが、大和田校のみ再開となり、帝国女子大学大和田中学校となった。
1992年（平成4年）に帝国女子高等学校が大阪国際滝井高等学校に、帝国女子大学大和田中学校・高等学校が大阪国際大和田中学校・高等学校にそれぞれ改称された。2002年（平成14年）に大阪国際大和田中学校・高等学校は男女共学化された。
2022年（令和4年）に滝井校と大和田校を発展的に統合し、松下町校地（パナソニック工場の北側跡地。大枝公園南側）へ大和田校を新築移転の上、大阪国際中学校・高等学校に改称された。開校以来一貫して女子校だった本校は2024年（令和6年）3月末をもって閉校となった。

## 沿革

### 年表
- 1929年（昭和4年） - 帝国女子薬学専門学校（高等教育機関の旧制専門学校。のちの大阪薬科大学）に附属の姉妹校として、野崎仙太郎（大阪薬科大学の初代理事長）らが帝国高等女学校を設立（文部省告示第11号で4月開校を認可[6]）。
- 1938年（昭和13年）12月3日 - 帝国高等女学校の設立者を財団法人帝国学園に変更（文部省告示第355号により認可[7]）。
- 1947年（昭和22年） - 学制改革により、新制の帝国学園中学校を開設。
- 1948年（昭和23年） - 学制改革により、帝国高等女学校を新制の帝国女子高等学校に改編。
- 1951年（昭和26年） - 財団法人帝国学園を学校法人帝国学園に改組。
- 1959年（昭和34年） - 帝国女子高等学校に商業科を併置。
- 1962年（昭和37年） - 分校として帝国学園中学校（大和田校）・帝国女子高等学校（大和田校）が開校（隣接して帝国女子短期大学も開設）。
- 1974年（昭和49年） - 帝国学園中学校が休校（事実上の廃校）。
- 1978年（昭和53年）
  - 2月13日 - 帝国女子高等学校（大和田校）の分離独立（高校の新設）が大阪府から認可される。
  - 4月 - 帝国女子大学大和田高等学校が開校。
- 1992年（平成4年）4月 - 大阪国際滝井高等学校に改称。
- 1993年（平成5年） - 商業科を廃止。学校法人名を大阪国際学園に改称。
- 2002年（平成14年） - 国際科を併置。
- 2015年（平成27年） - 体育コースの募集を停止。
- 2022年（令和4年）4月 - 大阪国際大和田中学校・高等学校との発展的統合により、松下町校地へ大阪国際大和田中学校・高等学校を新築移転の上、大阪国際中学校・高等学校に改称[1]。
- 2024年（令和6年）3月末 - 閉校。

（沿革は学校法人大阪国際学園の事業報告など参照）。

## 基礎データ
高校の募集定員は210名。

### 交通アクセス
鉄道
- 滝井駅より徒歩5分
- 太子橋今市駅より徒歩9分
- 清水駅より徒歩7分

バス
- 大阪シティバス86号系統「滝井」バス停より徒歩で2分

#### 統廃合後
- 2022年（令和4年）に統廃合後（松下町校地）守口市駅・清水駅より徒歩15分、土居駅より徒歩9分。

### 象徴
制服
制服は2007年4月、COMME CA DU MODEデザインに変更（新入生から）。
それ以前の制服は、ドラマ家族善哉で使用されたという。

### 姉妹校
- 1993年（平成4年） - カナダのハーバーギャルカレッジ高校
- 1996年 - オーストラリアのツーラックカレッジ高校 (Toorak College, Mount Eliza)

生徒交流の提携
- 2000年 - カナダのトゥリリアム・レイクランド地方教育委員会(Trillium Lakelands District School Board)

## 授業
国際科と普通科があり、普通科は総合進学コース/幼児保育進学コース/看護進学コース/特進コース（文系/薬学系）/吹奏楽コース（吹奏楽）に分かれている。
2007年度に新設された体育・吹奏楽コースの吹奏楽クラスでは、併設大阪国際大学並びに同短期大学への内部進学のほか、外部の大阪音楽大学及び同短期大学への指定校推薦入学制度がある。
また、国際科に長期（1年または半年）オーストラリア留学制度（希望制）を設けている。
そのほかカナダとオーストラリアの姉妹校と交換留学を実施（カナダ：6週間、オーストラリア：4週間）。希望者からカナダ2名、オーストラリア4名を選抜。大阪国際学園の「奥田政三教育・研究基金」から奨学金が支給され、現地の滞在費や往復航空券、現地校授業料を賄われる。

## 諸活動
日本の伝統文化である茶道・華道・着付け・美しい立ち居振る舞い・写本を実習中心に学ぶ。1996年10月には、生徒の手づくり英字新聞「TAKII TALKS」も創刊された（年5回の発行）。
地球に優しい学校作りを目指し、各教室に分別用のゴミ箱を設置。校内の自販機から缶製品を無くし、分別回収に取り組む「滝井エコ運動」を行い、総合学習では地域清掃などボランティア活動も実施している。

### 部活動
- バレーボール部 - 1991年、帝国女子高等学校として、全国高等学校総合体育大会で初優勝。春の高校バレー（全国高等学校選抜優勝大会）では、1992年・1994年・2007年に優勝。2006年の06総体THE近畿でも準優勝。3月に行われていた春の高校バレーが2010年に幕を閉じ、1月に全日本高等学校選手権大会として開催されるようになった後、2012年、第62回全日本高等学校選手権大会ではベスト4。かつて全国高等学校総合体育大会と兼ねて行われていた全日本高等学校選手権大会としては1991年以来23年ぶりの優勝がかかった2015年、第67回全日本高等学校選手権大会では、金蘭会との大阪代表校同士で決勝戦を戦ったが、準優勝となった。2021年、2年連続22回目の出場となった第73回全日本高等学校選手権大会で準優勝。

## 高校関係者と組織

### 関連団体
- 撫子会 - 同窓会の名称。大阪国際滝井高等学校と前身校（帝国女子高等学校および帝国高等女学校）卒業生らによる任意団体

### 著名な出身者

#### 芸能界
- 久保葵
- 有吉ジュン
- 西田佐知子

#### スポーツ
- ASUKA (プロレスラー)※日本では「華名」名義でも活動

##### バレーボール
- 金田修佳
- 熊谷桜子
- 高田茉優
- 髙野由里加
- 高柳萌
- 長瀬そら
- 楢崎慈恵
- 林日向子
- 前田明里
- 宮下遥
- 森田夕貴
- 髙柳有里
- 中本柚朱
- 岩崎紗也加
- 卜部里菜
- 岡野弘子
- 大升知春
- 金森純子
- 北村みどり
- 小林亜里沙
- 白﨑麻友香
- 竹田麻衣
- 野村まり
- 東谷幸子
- 菱川文香
- 平谷里奈
- 堀口夏実
- 宮本小百合
- 村田奈都美
- 森和代
- 山口舞
- 吉田みなみ
- 米村信子
- 若浦貴子